# 제2기 비르트 내각
제2기 비르트 내각(독일어: Kabinett Wirth II)은 1921년 10월 26일부터 1922년 11월 22일까지 존속한 바이마르 공화국의 내각이다.

## 내각 명단
| 직책         | 초상 | 초상 | 성명                          | 정당            | 비고                                   |
| ------------ | ---- | ---- | ----------------------------- | --------------- | -------------------------------------- |
| 총리         |      |      | 요제프 비르트                 | 중앙당          |                                        |
| 부총리       |      |      | 구스타프 바우어               | 사회민주당      |                                        |
| 외무장관     |      |      | 요제프 비르트                 | 중앙당          | 1922년 1월 31일까지                    |
| 외무장관     |      |      | 발터 라테나우                 | 민주당          | 1922년 6월 24일부터                    |
| 내무장관     |      |      | 아돌프 쾨스터                 | 사회민주당      |                                        |
| 재무장관     |      |      | 안드레아스 헤르메스           | 중앙당          |                                        |
| 경제장관     |      |      | 요하네스 베커 (1869~1951)     | 인민당          |                                        |
| 국고장관     |      |      | 하인리히 알베르트             | 무소속          |                                        |
| 노동장관     |      |      | 하인리히 브라운스 (1868~1939) | 중앙당          |                                        |
| 법무장관     |      |      | 루돌프 하인체                 | 인민당          |                                        |
| 국방장관     |      |      | 빌헬름 그뢰너                 | 무소속          |                                        |
| 스포츠장관   |      |      | 게오르크 제첼                 | 바이에른 인민당 |                                        |
| 교통장관     |      |      | 테오도어 폰 게라르트          | 중앙당          | 1929년 2월 6일까지                     |
| 교통장관     |      |      | 게오르크 제첼                 | 바이에른 인민당 | 1929년 2월 7일부터 1929년 4월 13일까지 |
| 교통장관     |      |      | 아담 슈테거발트               | 중앙당          | 1929년 4월 13일부터                    |
| 식품농업장관 |      |      | 헤르만 디트리히 (1879~1954)   | 민주당          |                                        |
| 점령지역장관 |      |      | 테오도어 폰 게라르트          | 중앙당          | 1929년 2월 6일까지                     |
| 점령지역장관 |      |      | 요제프 비르트 (1879~1956)     | 중앙당          | 1929년 4월 13일부터                    |